# The Jessica Fletchers
The Jessica Fletchers est un groupe rock originaire d'Oslo en Norvège.

## Membres
Le groupe est composé de cinq membres :
- Chant : Thomas Innstoe
- Clavier : Mats Innstoe
- Guitare : Rune Sombal
- Basse : Andreas Mastrup
- Batterie : Jan Henning Soerensen

## Biographie
Le nom du groupe vient de la romancière, personnage issue de la série télévisée Arabesque, nommé Jessica Fletcher.
Leur style de musique fait référence aux groupes des années 1960, c'est-à-dire, un son rock, frais et joyeux. L'un des groupes qui les représente le mieux est The Kinks. Mais il y a aussi The Beatles et The Monkees.

## Discographie
Ils ont sorti un premier album en 1997, intitulé I Can Shoot You From Here, un second en 2003, intitulé What Happened to the ? et un troisième en 2005, intitulé Less Sophistication. Seul leur dernier album a réussi à les faire percer hors de leur pays.